# Благодатне (Золотоніський район)

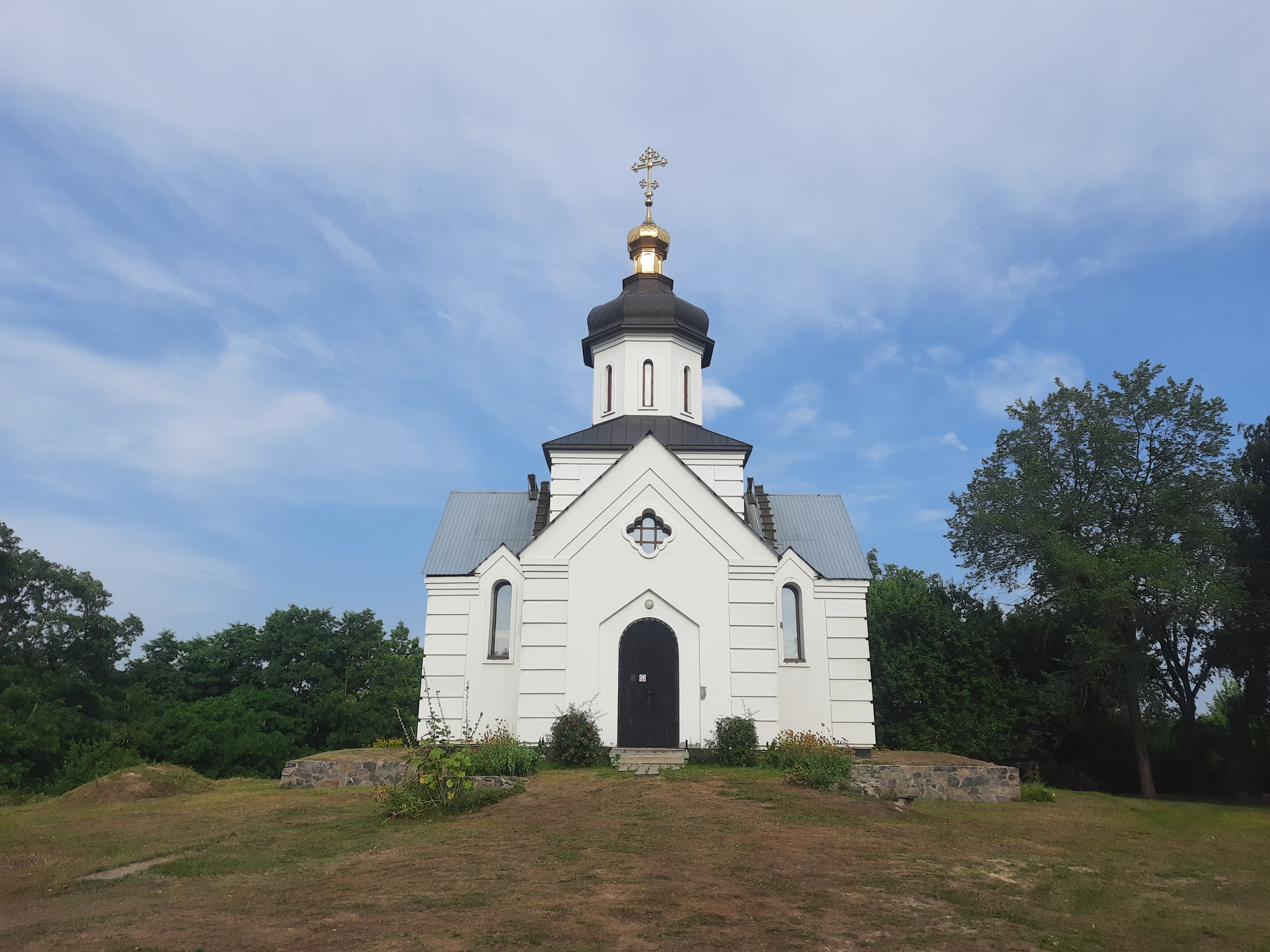
Успенська церква

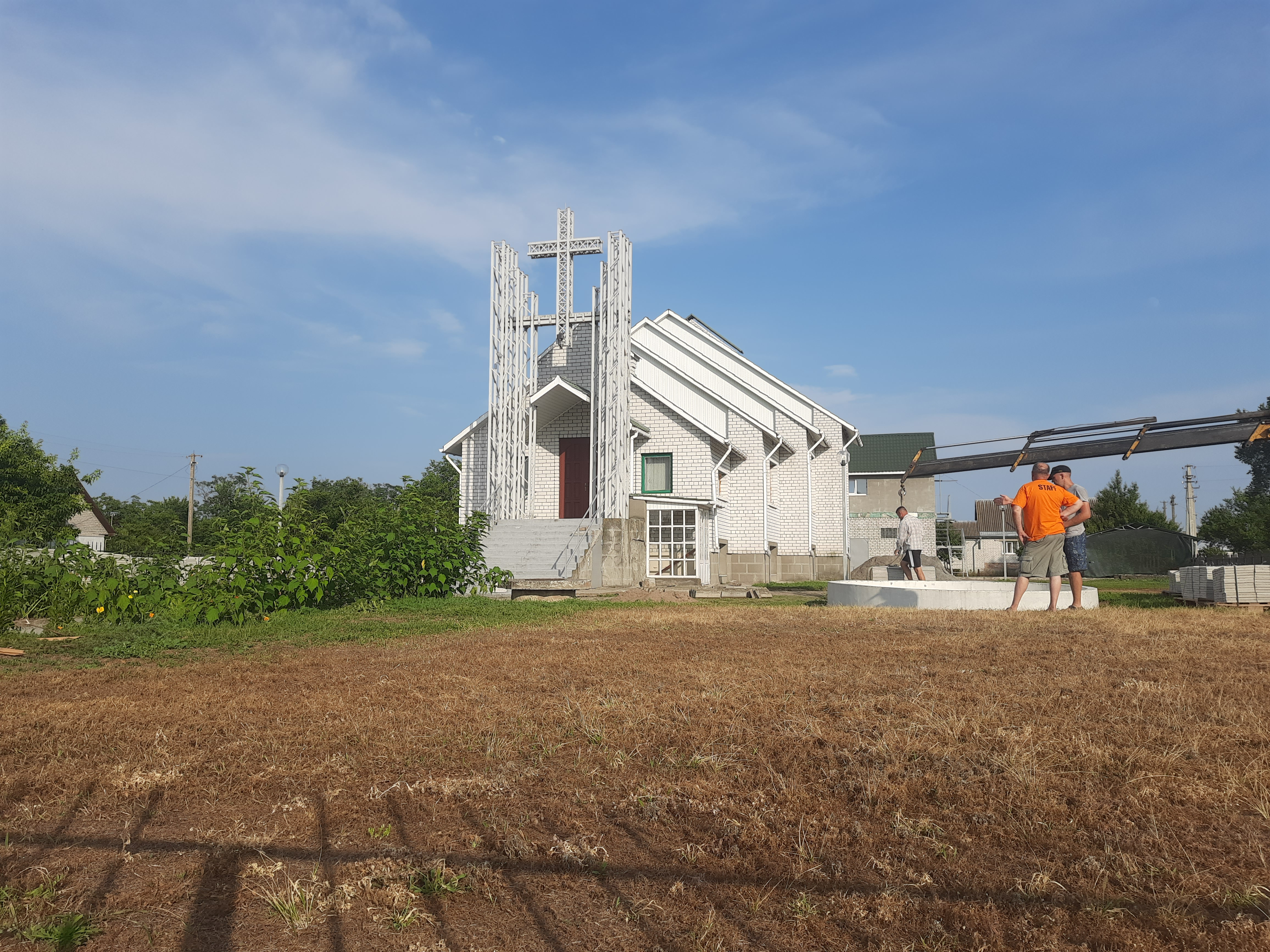
Церква «Христа Спасителя»

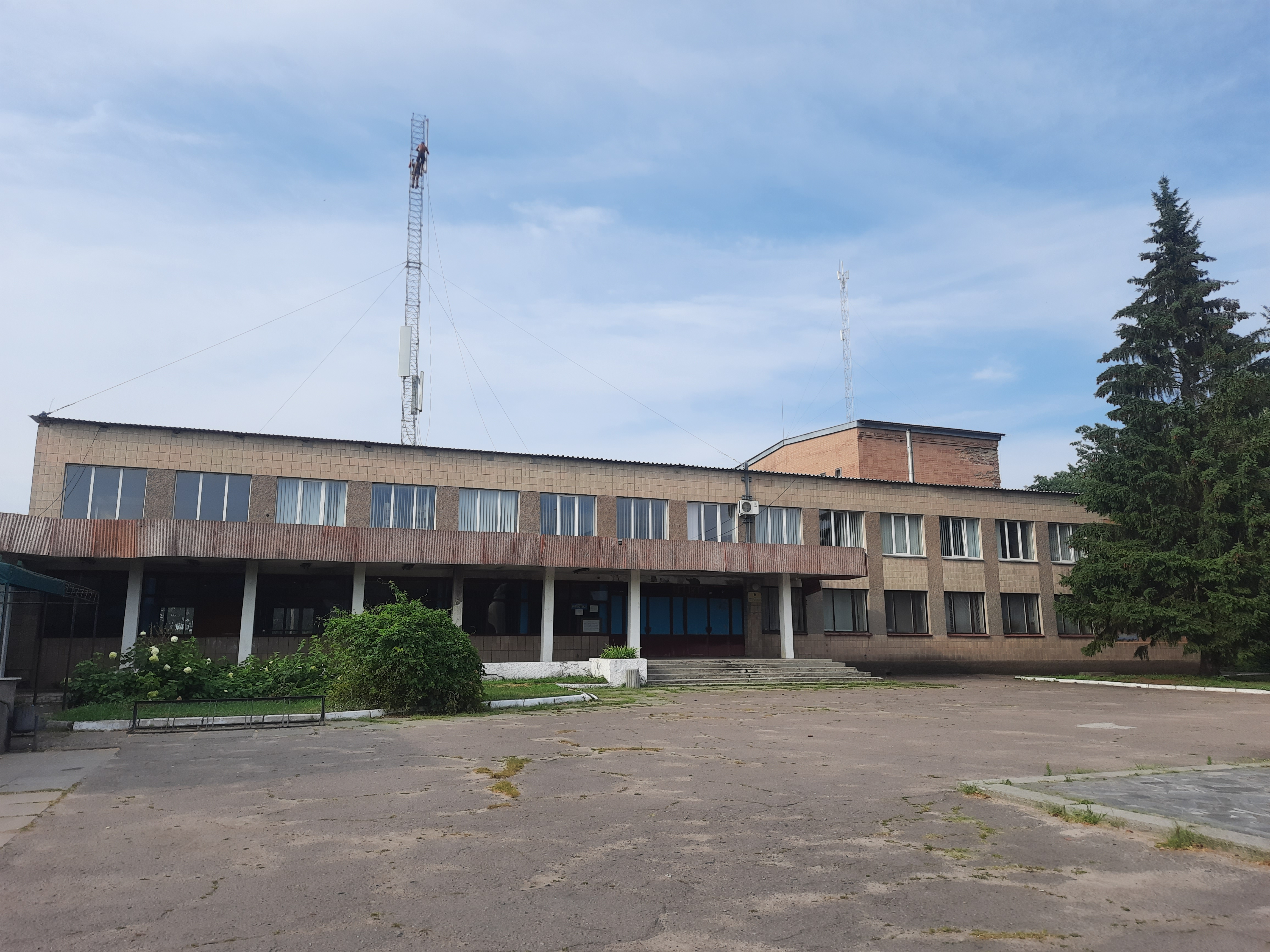
Будинок культури

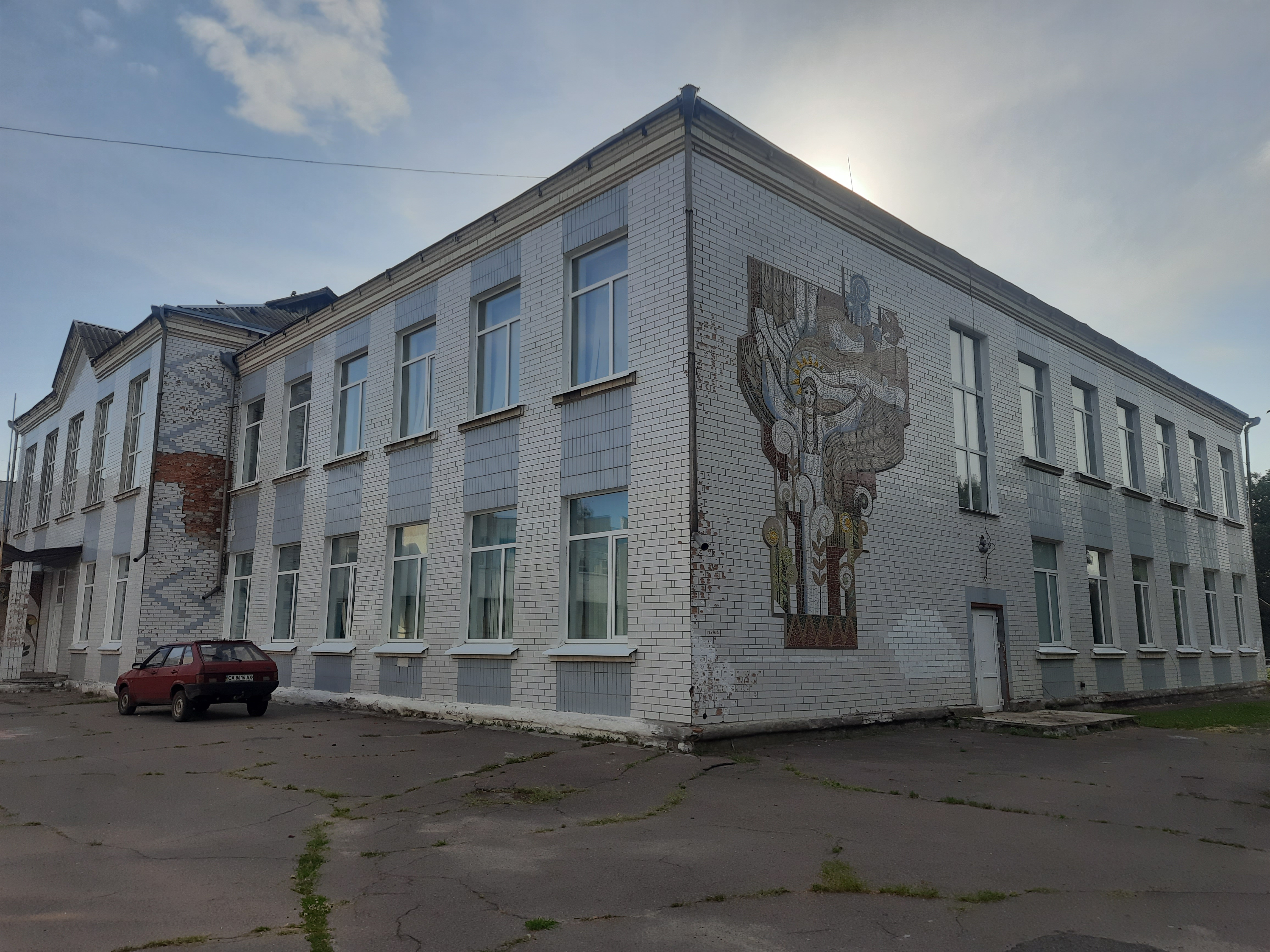
Школа

Благодатне (до 1923 року Богушкова Слобідка, у 1923—2016 рр . — Чапаєвка) — село в Україні, у Золотоніському районі Черкаської області. Входить до складу Золотоніської міської громади. Населення 3331 чоловік, 1470 дворів (на 2007 рік).

## Географія
Розташоване на березі Кременчуцького водосховища за 18 км від районного центру — міста Золотоноші та за 1 км від залізничної станції Благодатне.

## Історія
Сліди життя на нинішній території села відносяться ще до сивої давнини. Виявлено, зокрема, уламки кераміки новокам'яного віку (неоліт), залишки доби енеоліт (міднокам'яного віку), бронзи та скіфських часів. Перша згадка про село, що називалося Богушковою Слобідкою, належить до 1619 року. У XVII столітті село було центром Богушківської козацької сотні спочатку Кропивнянського полку, а після їх ліквідацій у складі Кропивнянської сотні Переяславського полку. Козаки Богушкової Слобідки брали участь у національно-визвольній війні середини XVII століття, а в 1666 році село стало центром антистаршинського і антимосковського повстання Переяславського полку.
Наприкінці XVIII століття в селі було 285 дворів з населенням 850 мешканців, а на початку XX століття — уже 737 дворів з 3907 мешканцями. Тут працювали 3 кузні, 34 вітряки, 4 олійниці, декілька крамниць.
У 1920 році, під час Визвольних змагань, повертаючись із польського фронту, у селі зупинялися на короткочасний відпочинок полки 25 Чапаєвської дивізії більшовиків. Це стало підставою для перейменування у 1923 році села на Чапаєвку окупаційною владою.
У 1929 році, під час примусової колективізації, був утворений колгосп ім. Чапаєва, який у 30-х роках став передовим господарством УРСР. У 30-х роках було збудовано типове приміщення середньої школи, відкрито Будинок культури на 400 місць та Будинок піонерів.
7 червня 1936 року було урочисто відкрито перший у республіці сільський стадіон на 5 тисяч глядачів, на якому відбувалися всеукраїнські спортивні змагання серед сільських фізкультурників. Сформована з колгоспників футбольна команда «Колгосп імені Чапаєва» стала першим сільським колективом, який взяв участь у розіграші кубка СРСР.
У роки радянсько-німецької війни в Благодатному діяла підпільна антинацистська група під керівництвом С. О. Кривицького. Колишній учень школи льотчик О. Т. Романенко повторив подвиг М. Гастелло, а уродженець села Г. П. Береза став повним кавалером ордена Слави. Всього 600 мешканців села воювали на фронтах, з них 214 нагороджені бойовими орденами і медалями. На честь 386 загиблих односельців в селі споруджено пам'ятник.
По війні колгосп ім. Чапаєва став передовим господарством Черкащини. Господарство мало в користуванні 2,9 тисяч га сільськогосподарських угідь, у тому числі 1,9 тисяч га орної землі. Підприємство вирощувало зернові культури, було розвинуте м'ясо-молочне тваринництво. Багато працівників були відзначені високими нагородами. М. О. Марченко — доярка колгоспу — удостоєна звання Героя Соціалістичної Праці.
Станом на 1972 рік в селі мешкало 3054 чоловік, працювали середня школа, будинок культури на 400 місць, бібліотека з книжковим фондом 12,5 тисяч книг, лікарня на 25 ліжок, дитячий санаторій союзного значення «Гайдаровець», 2 піонерські табори, будинок відпочинку.
На території села виявлено залишки 3 поселень доби неоліту, поселення і поховання доби бронзи та поселення черняхівської культури.
Село внесене до переліку населених пунктів, які потрібно перейменувати згідно із законом «Про засудження комуністичного та націонал-соціалістичного (нацистського) тоталітарних режимів в Україні та заборону пропаганди їхньої символіки». Згідно з Постановою ВР України за № 1353-VIII від 12 травня 2016 р. «Про перейменування деяких населених пунктів» село Чапаєвка перейменоване на село Благодатне.

## Населення

### Мова
Розподіл населення за рідною мовою за даними перепису 2001 року:
| Мова            | Кількість | Відсоток |
| --------------- | --------- | -------- |
| українська      | 2931      | 92.52 %  |
| російська       | 211       | 6.66 %   |
| білоруська      | 10        | 0.32 %   |
| вірменська      | 9         | 0.28 %   |
| румунська       | 2         | 0.06 %   |
| болгарська      | 1         | 0.03 %   |
| інші/не вказали | 4         | 0.13 %   |
| Усього          | 3168      | 100 %    |

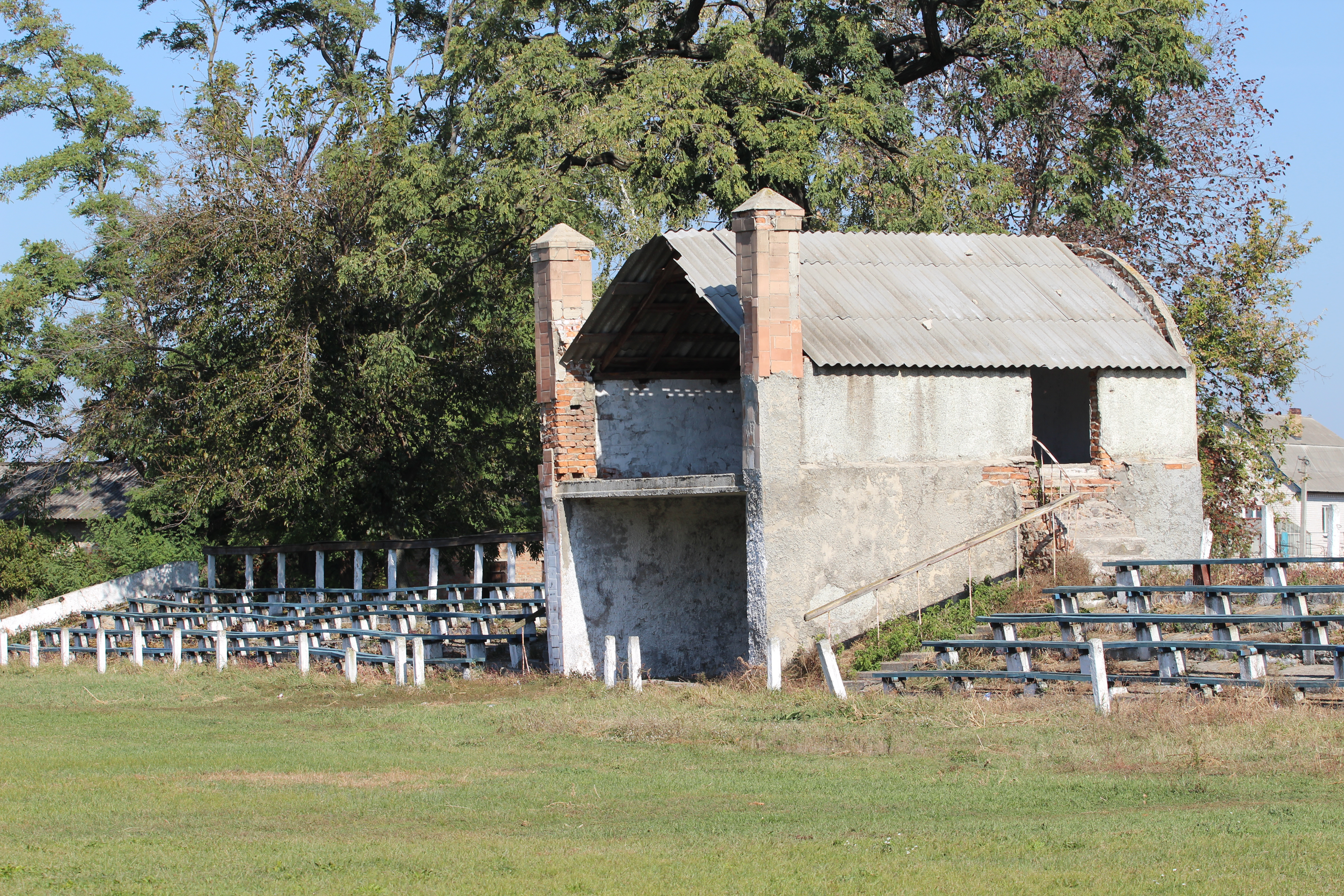
Сільський стадіон у Благодатному

А 26 липня 1936 на стадіоні в Чапаєвці відбулася історична подія. Команда колгоспу Чапаєва стала першою в історії футболу СРСР сільській командою, що узяла участь у розіграші кубка країни з футболу. Вельми символічно, що жереб відправив у Чапаєвку команду московського металургійного заводу «Серп і Молот», що уособлював у своїй назві тісний союз пролетаріату (молот) з трудовим селянством (серп). Майбутньою зустріччю з московськими робітниками жило все село. Центральна радянська преса також приділяла достатньо уваги цій грі. Зрозуміло, що футболісти Чапаєвки не могли чинити хоч якийсь опір майстрам з Москви. Тому підсумок матчу говорить сам за себе - 0:15
Вже наступного, 1937 року команда з Чапаєвки стала основою збірної колгоспників України. Підсилившись кількома футболістами київського «Динамо», чапаєвці перемогли французьку збірну робочих клубів і іспанську збірну моряків пароплавів. Також проводили безліч матчів з командами УРСР та інших союзних республік.
Остання гра перед війною на стадіоні в Чапаєвці відбулася 4 червня 1941 року. Чапаєвці приймали «Локомотив» із Золотоноші.
Під час війни загинула половина складу команди, а стадіон в Чапаєвці був частково зруйнований. Але вже в 1947 році зусиллями місцевих жителів стадіон було відновлено, а команда повернулася на лідируючі позиції серед сільських колективів країни.
Велика реконструкція очікувала стадіон і в 1975 році. На це було виділено з бюджету колгоспу 10 тисяч рублів. На даний момент стадіон перебуває у жалюгідному становищі.[джерело?]

## Сучасність
Нині на території села поряд зі СТОВ «Чапаєвське» працює Лівобережне міжрайонне управління водного господарство, дитячий оздоровчий табір «Придніпровський», дитячий оздоровчий табір «Гайдарівець» Одеської залізниці, дитячий оздоровчий табір «Лісова казка» (не діючий), власник НВК «Фотоприлад», дитячий оздоровчий табір «Чапаєвець» який був власністю держави, а в наш час приватна власність. ВАТ «Черкаси будівельні матеріали», щороку в перші вихідні червня зупиняються учасники байкерського фестивалю «Тарасова гора».

## Відомі люди
Серед уродженців села:
- єпископ Воронезький, релігійний діяч у Татарстані Єпіфаній Канівецький;
- член-кореспондент НАН України, доктор біологічних наук Г. І. Білик;
- доктор технічних наук М. М. Пилипенко;
- доктор медичних наук Д. І. Кривицький;
- доктор сільськогосподарських наук Б. Ф. Пилипенко;
- заслужена артистка Російської Федерації В. М. Гавриленко;
- заслужений тренер Білорусі Я. М. Хвиль;
- член Національної спілки письменників України Г. П. Карпенко та інші.
- Тищенко Роман Анатолійович (1981—2024) — солдат Збройних сил України, учасник російсько-української війни.